# Nierozłączka krasnogłowa
Nierozłączka krasnogłowa (Agapornis lilianae) – gatunek małego ptaka z rodziny papug wschodnich (Psittaculidae). Występuje nieregularnie w Tanzanii, Mozambiku i Malawi oraz w Zambii wzdłuż środkowego Zambezi po północne Zimbabwe. Bliski zagrożenia wyginięciem.

## Taksonomia

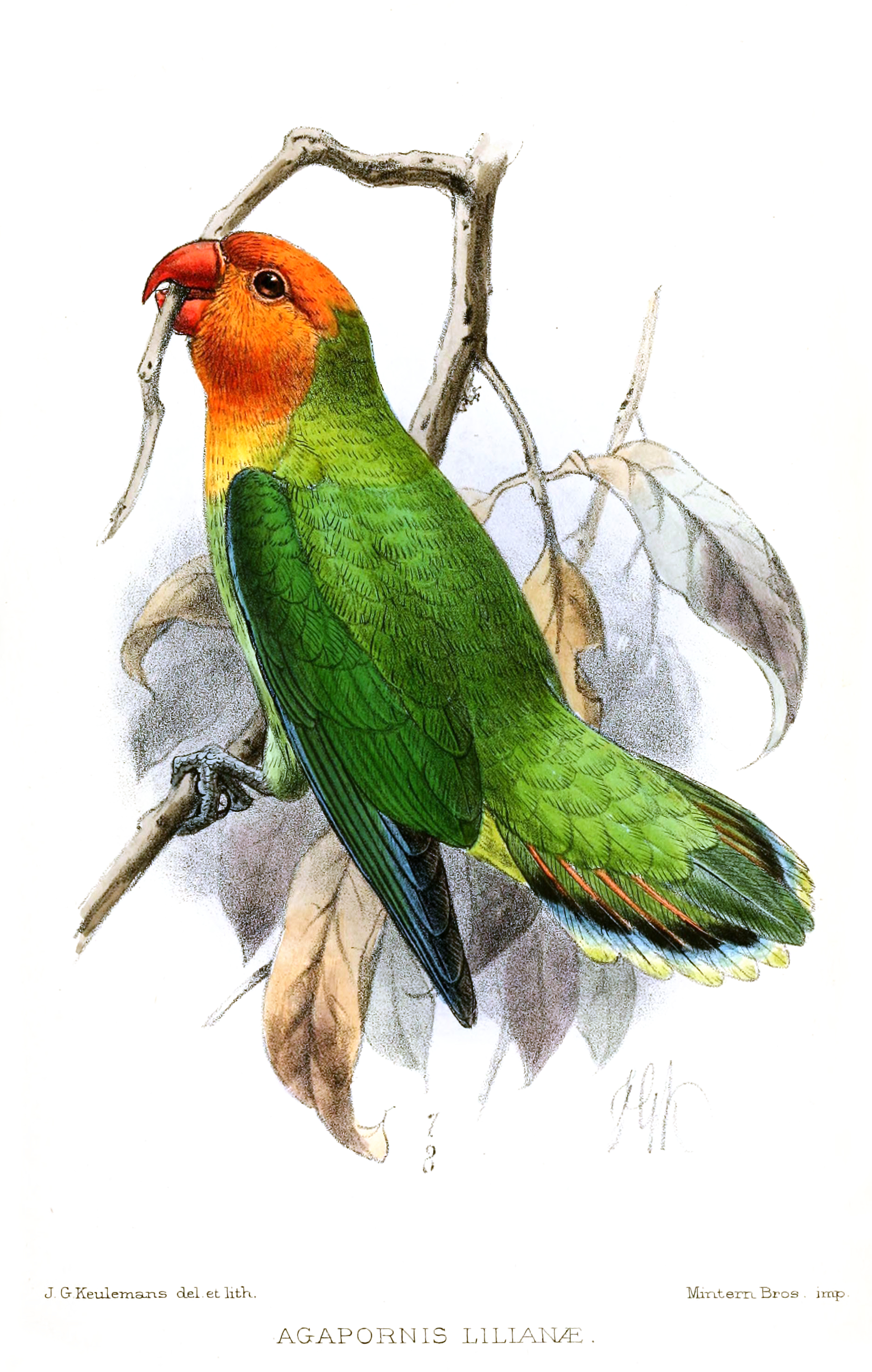
Tablica barwna dołączona do pierwszego opisu

Po raz pierwszy gatunek opisał George Ernest Shelley w 1894 na łamach „The Ibis”. Do opisu dołączona była tablica barwna oznaczona numerem XII (widoczna po lewej). Holotyp pochodził z okolic górnego biegu Shire w Malawi. Autor nadał nowemu gatunkowi nazwę Agapornis lilianae. Obecnie (2020) Międzynarodowy Komitet Ornitologiczny podtrzymuje tę nazwę. Nie wyróżnia podgatunków, podobnie jak autorzy HBW. Dawniej niektórzy autorzy uznawali nierozłączkę krasnogłową za jeden gatunek razem z czarnolicą (A. nigrigenis), niekiedy też rudogłową (A. fischeri) i czarnogłową (A. personatus). Powinny być raczej umieszczone w jednym zespole gatunków (species complex).
Badania genetyczne, których wyniki opublikowano w 2019 wskazują, że pod względem genetycznym nierozłączka krasnogłowa najbliżej jest spokrewniona z czerwonoczelną (A. roseicollis). Badania były oparte na zsekwencjonowanym genomie mitochondrialnym. Liczy on 16 720 par zasad.
Epitet gatunkowy lilianae upamiętnia Lilianę Elizabeth Lutley Sclater – jedyną siostrę Bertrama Lutleya Sclatera (ich ojcem był Philip Lutley Sclater), uczestniczącego w wyprawie Johnstona do Malawi.

## Morfologia
Długość ciała wynosi około 14 cm; masa ciała – 28–45 g.
Czoło, przód ciemienia, kantarek i policzki mają ceglastoczerwoną barwę. Płynnie przechodzi ona w pomarańczową z żółtozielonym nalotem zajmującą tył ciemienia, pokrywy uszne, boki szyi i kark. U niektórych osobników zamiast ceglastoczerwonej barwy występuje ciemnoszkarłatna, a zamiast pomarańczowej – ciemnobrązowa. Płaszcz i barkówki jaskrawozielone. Kuper i pokrywy nadogonowe ubarwione podobnie, lecz jaśniejsze. Pokrywy skrzydłowozielone jaskrawozielone, niekiedy na skrzydełku obecny żółty nalot. Chorągiewki zewnętrzne lotek I II rzędu są zielone, chorągiewki wewnętrzne – czarniawe. Gardło i górna część piersi mają barwę od pomarańczowoczerwonej po łososiową. Obszar od niższej części piersi do pokryw podogonowych jasnozielony. Ogon zielony, jedynie środkowe sterówki mają pomarańczowoczerwone nasady i słabo widoczne ciemniejsze końcówki.
Dziób koralowoczerwony. Woskówka biała. Tęczówka brązowa. Obecna biała obrączka oczna o szerokości około 2 mm. Nogi jasnoszare.

## Zasięg występowania
Poszczególne populacje nierozłączek krasnogłowych są rozproszone. Występują w południowej Tanzanii (co potwierdzono w 1991 na podstawie wcześniejszych obserwacji, uprzednio jedynie były ku temu przesłanki), północno-zachodnim Mozambiku i Malawi oraz w południowo-wschodniej Zambii wzdłuż środkowego Zambezi po północne Zimbabwe, gdzie rozmieszczone są nieregularnie. Prawdopodobnie zostały introdukowane w północno-wschodniej Zambii; zasięg w Zambii ciągnie się na północ wzdłuż Luangwy, na północ od równoleżnika 14°20’S po Lundazi. W dorzeczu górnej Luangwy znajduje się wschodnia granica zasięgu nierozłączki krasnogłowej. W Malawi występuje również izolowana populacja na południe od jeziora Malombe (na południe od jeziora Niasa). BirdLife International szacuje wielkość zasięgu występowania nierozłączki krasnogłowej na 539 tys. km².

## Ekologia i zachowanie
Nierozłączki krasnogłowe są silnie związane z drzewami mopanowymi (Colophospermum mopane). Występują również w zadrzewieniach akacji (Acacia) na aluwiach i w nadrzecznych lasach oraz w zaroślach akacji i albicji (Albizia). W Parku Narodowym Liwonde bardziej jednak niż z drzewami mopanowymi są związane z okresowo zalewanymi terenami trawiastymi. Wąskie wymagania środowiskowe przejawiają się w widocznie fragmentarycznym zasięgu występowania. Miejscami nierozłączki krasnogłowe są lokalnie pospolite, gdzie indziej całkowicie nieobecne. Ich nieobecność w teoretycznie odpowiednim środowisku wynika z dodatkowego wymagania, jakim jest wielkość drzew mopanowych – stąd nie występują w miejscach, gdzie ta jest przeciętnie zbyt mała na przykład wskutek niedawnej wycinki. Unikają terenów porośniętych Brachystegia, będącymi głównymi drzewami tworzącymi formację miombo.

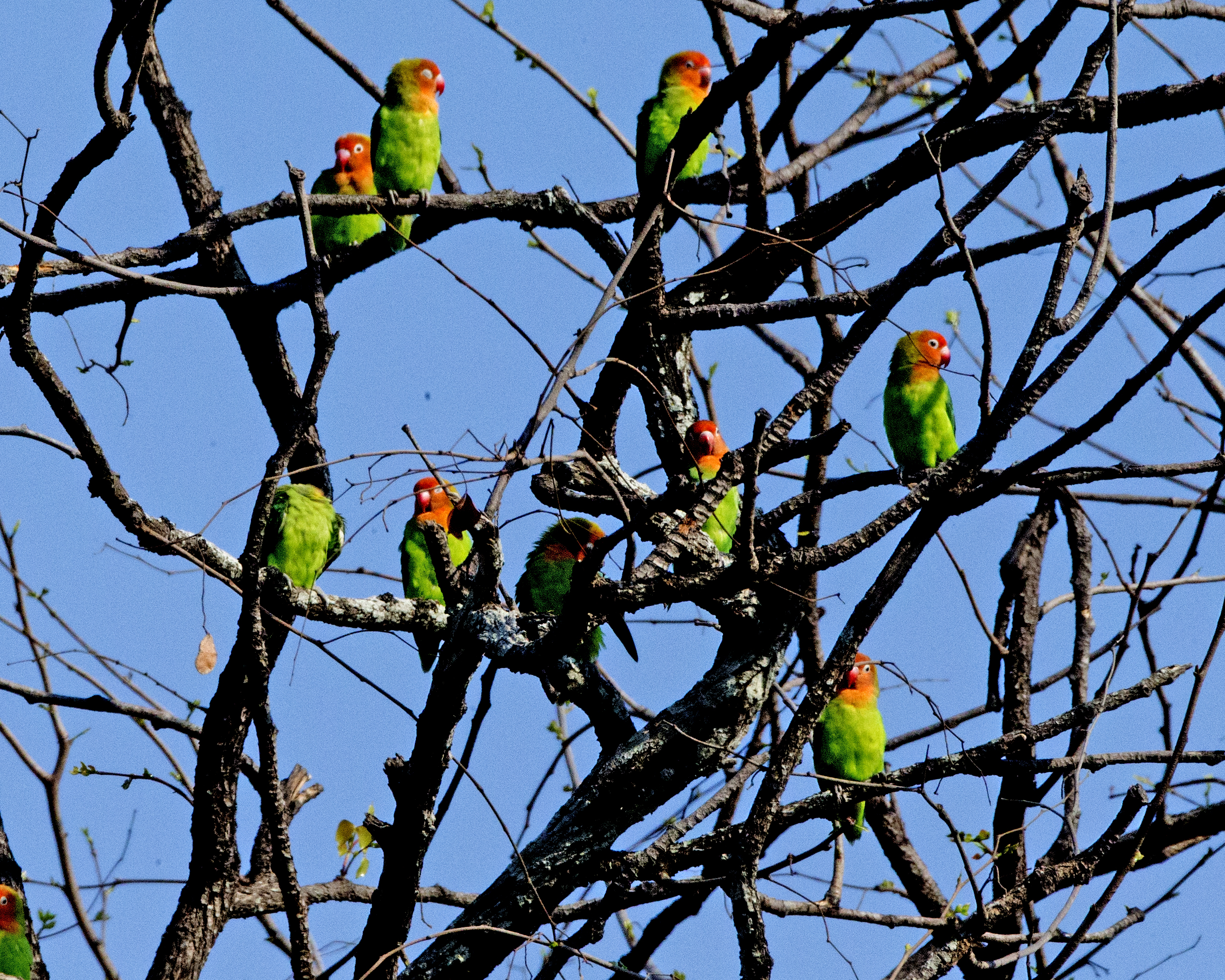
Przeważnie nierozłączki krasnogłowe przebywają w stadach liczących 20–40 osobników, a przy obfitości pożywienia również i więcej

Na obszarach aluwialnych i nadrzecznych odnotowywane były od 600 (500 w Liwonde) do 1000 m n.p.m., jednak poza sezonem lęgowym mogą przemieszczać się na wyżej położone tereny. W Mbalachanda (Malawi) występują na 1200 m n.p.m. Zasięg nierozłączek krasnogłowych i czarnolicych nie nachodzi się – obszar występowania tych dwóch gatunków oddziela około 100-kilometrowy pas uformowanych w bazalcie wąwozów pod Wodospadami Wiktorii i położone wyżej miombo oraz inne nieodpowiednie środowiska. To najbliżej występująca populacja innych przedstawicieli Agapornis, zasięg nierozłączek krasnogłowych nie styka się z żadnym.
Nierozłączki krasnogłowe są bardzo towarzyskie. Prowadzą osiadły tryb życia, jednak łatwiej zauważyć je poza sezonem lęgowym, gdy łączą się w stada. Zwykle liczą one 20–40 osobników, niekiedy do 100 lub więcej. Tworzą większe grupy szczególnie przy obfitości pożywienia, na przykład na polach uprawnych. Podczas pory deszczowej, gdy przystępują do lęgów, przebywają w mniejszych grupach i w parach. Wiele czasu spędzają na ziemi lub w drzewach i krzewach, szukając pożywienia. Odwiedzają wodopoje wcześnie rano i późnym popołudniem, podobnie jak nierozłączki czarnolice. Liczniej przybywają do nich po południu. Niegniazdujące w danym momencie ptaki odpoczywają grupowo w dziuplach, po 4–20 osobników; w jednym badaniu, którego wyniki opublikowano w 1984, obserwowano do 25 osobników naraz, w innym z 2016 było to do 5 osobników. Wybierają naturalnie powstałe dziuple w drzewach mopanowych. Odpoczynek jest poprzedzony licznymi sprzeczkami.
W locie i podczas odpoczynku komunikują się wysokim, piskliwym głosem. Ponadto odzywają się skrzeczącym, piskliwym dźwiękiem przypominającym stukot metalowego łańcucha, lecz bardziej przenikliwym.

### Pożywienie
Pożywieniem nierozłączek krasnogłowych są nasiona traw i innych roślin, kwiaty, owoce jagodowe i pąki liściowe. Zjadają nasiona między innymi Hyparrhenia, dzikiego ryżu Oryza perennis, roślin zielnych i akacji. Nasiona traw są głównym źródłem ich pożywienia (przynajmniej w Malawi) od grudnia do czerwca. Od lipca do listopada mają bardziej urozmaiconą dietę. Wśród jedzonych przez nie kwiatów odnotowywano te należące do Faidherbia albida, Erythrospermum monticolum, Vitex doniana i Cordyla africana. Nierozłączki krasnogłowe żerują też na uprawach, między innymi prosa (zwłaszcza niedojrzałego), sorga, słonecznika (Helianthus annuus), manneczki łękowatej (Eleusine coracana).

### Lęgi
Okres lęgowy w Zambii trwa od stycznia do marca i od czerwca do lipca. W Malawi zniesienia przypadają prawdopodobnie na styczeń i luty. W Zimbabwe lęgi nierozłączek krasnogłowych stwierdzano w styczniu, lutym i wrześniu.
Nierozłączki krasnogłowe gniazdują kolonialnie. Gniazdo ma formę masywnej zamkniętej struktury z tunelem wejściowym zbudowanym z pasków kory, gałązek i łodyg. Samica znosi materiały do budowy w gnieździe. To często umieszczone jest wewnątrz drzewa mopanowego. W dolinie Luangwy nierozłączki krasnogłowe lęgną się również w gniazdach bawolika białodziobego (Bubalornis albirostris).
W niewoli zniesienie liczy od 3 do 8 jaj, w naturze odnotowywano 3–6 (w jednej lokalizacji przeciętnie 5). Inkubacja trwa około 22 dni (według innego źródła 23–25). Młode są w pełni opierzone po 40–45 dniach życia.

## Status i zagrożenia
IUCN uznaje nierozłączkę krasnogłową za gatunek bliski zagrożenia wyginięciem nieprzerwanie od 1994 (stan w 2020). Wcześniej w latach 1988–2000 był uznawany za gatunek najmniejszej troski (LC, Least Concern)/niższego ryzyka. BirdLife International uznaje trend liczebności populacji za prawdopodobnie spadkowy.
Według szacunków z 2014 w Parku Narodowym Liwonde występowało wówczas około 4 tysięcy osobników. Zagęszczenie na obszarach porośniętych drzewami mopanowymi wynosiło 17 ± 4,8 osobników/km². Według danych z 2012 na terenie tego parku narodowego występuje około 20% populacji, jednak według BirdLife International liczy ona ogółem od 6 do 15 tysięcy osobników.
Liczebność nierozłączki krasnogłowej została znacząco zmniejszona wskutek zalania dużej części doliny Zambezi po utworzeniu jeziora Kariba, a prawdopodobnie również przez budowę tamy Cahora Bassa. Rolnicy działający na małą skalę uznają te papugi za szkodniki. Są one również legalnie odławiane na handel; między rokiem 1981 a 2005 złapano i przeznaczono na handel ponad 10 tys. osobników. Poza tym bywają sprzedawane lokalnie w Mozambiku, wiadomo też, że są łapane i sprzedawane w Zimbabwe i Zambii. Padają ofiarami zatruwania zbiorników wodnych, które ma na celu pozyskanie większych ptaków, jednak przy okazji zabija mniejsze. Według szacunków z 2012 roku w Parku Narodowym Liwonde około ⅓ populacji nierozłączek krasnogłowych jest narażona na spożycie zatrutej wody. Przedwczesne wypalanie sawanny, to jest przed majem/czerwcem w przypadku Malawi, może znacząco zmniejszyć dostępność nasion traw – wówczas głównego pokarmu nierozłączek krasnogłowych.